# Cinema de Pernambuco
O cinema de Pernambuco retrata o quadro de produção e exibição cinematográficas no estado brasileiro de Pernambuco. Protagonista de um movimento local no começo do século XX, o estado teve importante participação na história do cinema do Brasil. Na produção o estado viveu dois momentos importantes: o Ciclo do Recife, e o Movimento Super-8.

## O "Ciclo do Recife"
No início da década de 1920 há um movimento nas principais cidades do Brasil, objetivando o incentivo da produção cinematográfica nacional e a instalação de mais salas de exibição, em especial nas revistas Paratodos e Selecta, bem como pelo surgimento de duas revistas especializadas no cinema: A Scena Muda e Cinearte.
As produções regionais então têm lugar, sendo a ocorrida em Recife uma das mais profícuas, com início a partir de 1922. As produções em cinema mudo se revelavam fáceis e baratas, e vieram a revelar nomes como Edson Chagas, Gentil Roiz, Ary Severo e Jota Soares, em produções de documentários e de longas-metragens, em títulos como Altaré da Praia, Um Dia na Fazenda, Jurando Vingar, etc.
Desta produção, o longa Retribuição, de Gentil Roiz, foi o primeiro a possuir um enredo. Altaré da Praia foi produzido por uma empresa, então constituída, para a produção cinéfila, chamada Aurora Filmes; outras companhias existiram, como Vera Cruz e Olinda Filmes.
O surgimento do cinema sonoro, aliado ao encarecimento das produções e a qualidade superior das produções hollywoodianas, levaram à decadência e desaparecimento da produção local, já inexistente no começo da década seguinte.

## Exibição e produção após 1930
Ainda nos anos 20 foram inauguradas muitas salas de projeção na capital do estado, dos quais destacam-se o Cinema do Parque, Moderno, Helvética, Royal e outras.
Após o final do Ciclo do Recife registra-se a produção de um filme sonoro - O Coelho Sai - de Newton Paiva e Firmo Neto, mas que não teve cópia sobrevivente. Até 1969 apenas alguns documentários foram filmados no estado, sobretudo pelo Instituto Joaquim Nabuco de Pesquisas Sociais. Em seguida, foram feitas adaptações do Auto da compadecida de Ariano Suassuna e de Morte e Vida Severina de João Cabral de Melo Neto, em filmes de 35mm.

## Movimento Super-8
A partir da década de 1970, o barateamento das produções amadoras de cinema com os filmes em Super-8 proporcionou o surgimento, em 1973, o Ciclo Super-8, restrito à produção de curta-metragens para exibição quase exclusivamente em festivais. Deste período contam-se Fernando Spencer, Athos Cardoso, Celso Marconi, Jomar Muniz de Brito, entre outros.

## Cinema pernambucano atual
O Filme "O Baile Perfumado" (1997), de Lírio Ferreira e Paulo Caldas, marca a retomada do Cinema Pernambucano. Na década seguinte, a cinematografia local ganha solidez e prestígio em todo o Brasil, com a consagração de cineastas como Cláudio Assis (“Amarelo Manga” e “Febre do Rato”) e Marcelo Gomes (“Cinema, Aspirinas e Urubus”).
Nos anos 2000, Pernambuco se firma como um dos polos geradores de um dos cinemas mais vigorosos do Brasil, com ótima participação em festivais brasileiros e internacionais. Destacam-se as obras de Marcelo Lordello (“Eles Voltam”), Kleber Mendonça Filho (“O Som ao Redor” e "Aquarius"), Gabriel Mascaro (“Ventos de Agosto”), Daniel Aragão (“Boa Sorte, Meu Amor”), Hilton Lacerda (“Tatuagem”), Leonardo Lacca (“Permanência”) e Camilo Cavalcante ("A História da Eternidade").